# A.C. Milan w sezonie 1990/1991

Klubowe barwy Milanu

Osiągnięcia i skład piłkarskiego zespołu A.C. Milan w sezonie 1990/91.

## Osiągnięcia
- Serie A: 2. miejsce
- Puchar Włoch: odpadnięcie w 1/2 finału
- Puchar Europy: odpadnięcie w 1/4 finału
- Superpuchar Europy: zwycięstwo
- Puchar Interkontynentalny: zwycięstwo

## Podstawowe dane
- Oficjalna nazwa klubu: Associazione Calcio Milan
- Siedziba klubu: Via F. Turati 3
- Boisko: San Siro
- Prezes klubu:  Silvio Berlusconi
- Trener zespołu:  Arrigo Sacchi
- Kapitan drużyny:  Franco Baresi

## Skład zespołu
Bramkarze:
| Włochy | Francesco Antonioli |
| Włochy | Andrea Pazzagli     |
| Włochy | Sebastiano Rossi    |

Obrońcy:
| Włochy | Franco Baresi         |
| Włochy | Stefano Carobbi       |
| Włochy | Alessandro Costacurta |
| Włochy | Giandomenico Costi    |
| Włochy | Filippo Galli         |
| Włochy | Gianluca Grassadonia  |
| Włochy | Paolo Maldini         |
| Włochy | Stefano Nava          |
| Włochy | Mauro Tassotti        |

Pomocnicy:
| Włochy   | Demetrio Albertini |
| Włochy   | Carlo Ancelotti    |
| Włochy   | Fabio Bellotti     |
| Włochy   | Mauro Bressan      |
| Włochy   | Angelo Carbone     |
| Włochy   | Roberto Donadoni   |
| Włochy   | Alberigo Evani     |
| Włochy   | Gianluca Gaudenzi  |
| Holandia | Ruud Gullit        |
| Holandia | Frank Rijkaard     |
| Włochy   | Stefano Salvatori  |
| Włochy   | Giovanni Stroppa   |

Napastnicy:
| Włochy   | Massimo Agostini  |
| Holandia | Marco van Basten  |
| Włochy   | Giacomo Lorenzini |
| Włochy   | Daniele Massaro   |
| Włochy   | Marco Simone      |

### Transfery w sesji zimowej
Odeszli:
- Demetrio Albertini (do Padovy)
- Stefano Salvatori (do Fiorentiny)